# Schachweltmeisterschaft 1975
Die Schachweltmeisterschaft 1975 war als Wettkampf zwischen dem amtierenden Schachweltmeister Bobby Fischer und seinem Herausforderer Anatoli Karpow geplant. Nachdem sich der Weltschachbund FIDE mit Bobby Fischer nicht über die Matchbedingungen einigen konnte, weigerte sich dieser, den Titel zu verteidigen. Am 3. April 1975 wurde deshalb Fischer von FIDE-Präsident Max Euwe der Titel aberkannt und Karpow zum neuen Schachweltmeister erklärt.

## Die Kontrahenten
Bobby Fischer hatte seit dem Gewinn der Schachweltmeisterschaft im Jahr 1972 nur zwei öffentliche Partien gespielt: Einen Schaukampf gegen den philippinischen Präsidenten Ferdinand Marcos, der nach acht Zügen mit Remis endete, und eine Blitzpartie gegen den späteren FIDE-Präsidenten Florencio Campomanes, die Fischer durch Zeitüberschreitung gewann.
Karpow hatte sich durch Siege im Kandidatenturnier gegen Lew Polugajewski (5,5:2,5), Exweltmeister Boris Spasski (7:4) und Viktor Kortschnoi (12,5:11,5) für das Duell gegen Fischer qualifiziert. Da dieser später nicht antrat, gilt das Finale des Kandidatenturniers heute als De-facto-Entscheidung um den Weltmeistertitel. Bereits beim Kandidatenturnier gingen dabei Vermutungen um, dass Fischer nicht zur Titelverteidigung antreten würde.
Das Finale des Kandidatenturniers, Karpow gegen Kortschnoi, war auf fünf Gewinne angesetzt, wobei eine Höchstdauer von 24 Partien galt, wonach der Punktbessere gewinnen würde, und wurde von September bis November 1974 in Moskau ausgetragen. Karpow gewann die 2. und 6. Partie, da Kortschnoi zu scharf spielte. Nach einer Remisserie gelang Karpow in der 17. Partie ein weiterer Sieg, wonach Gerüchte um eine vorzeitige Aufgabe des Finales durch Kortschnoi umgingen. Dieser spielte jedoch weiter und gewann die 19. und 21. Partie, konnte aber in den letzten drei Partien nicht mehr den Spielstand ausgleichen.

### Kandidatenturnier
|  | Viertelfinale     | Viertelfinale     |                   |          | Halbfinale | Halbfinale |  |  | Finale | Finale |
|  |                   |                   |                   |          |            |            |  |  |        |        |
|  | Anatoli Karpow    | 5,5 (3)           |                   |          |            |            |  |  |        |        |
|  | Lew Polugajewski  | 2,5 (0)           |                   |          |            |            |  |  |        |        |
|  | Lew Polugajewski  | 2,5 (0)           | Anatoli Karpow    | 7 (4)    |            |            |  |  |        |        |
|  |                   |                   | Anatoli Karpow    | 7 (4)    |            |            |  |  |        |        |
|  |                   | Boris Spasski     | 4 (1)             |          |            |            |  |  |        |        |
|  | Boris Spasski     | Boris Spasski     | 4 (1)             | 4,5 (3)  |            |            |  |  |        |        |
|  | Boris Spasski     |                   |                   | 4,5 (3)  |            |            |  |  |        |        |
|  | Robert Byrne      | 1,5 (0)           |                   |          |            |            |  |  |        |        |
|  |                   |                   | Anatoli Karpow    | 12,5 (3) |            |            |  |  |        |        |
|  |                   | Viktor Kortschnoi | 11,5 (2)          |          |            |            |  |  |        |        |
|  | Viktor Kortschnoi | 7,5 (3)           |                   |          |            |            |  |  |        |        |
|  | Henrique Mecking  | 5,5 (1)           |                   |          |            |            |  |  |        |        |
|  | Henrique Mecking  | 5,5 (1)           | Viktor Kortschnoi | 3,5 (3)  |            |            |  |  |        |        |
|  |                   |                   | Viktor Kortschnoi | 3,5 (3)  |            |            |  |  |        |        |
|  |                   | Tigran Petrosjan  | 1,5 (1)           |          |            |            |  |  |        |        |
|  | Tigran Petrosjan  | Tigran Petrosjan  | 1,5 (1)           | 7 (3)    |            |            |  |  |        |        |
|  | Tigran Petrosjan  |                   |                   | 7 (3)    |            |            |  |  |        |        |
|  | Lajos Portisch    | 6 (2)             |                   |          |            |            |  |  |        |        |

In der Tabelle oben sind jeweils die Punkte und in Klammern die Siege angegeben. Im Viertelfinale waren 16 Spiele oder 3 Siege, im Halbfinale 20 Spiele oder 4 Siege und im Finale 24 Spiele oder 5 Siege angesetzt. Petrosjan hat vorzeitig das Duell gegen Kortschnoi aufgegeben.

#### Verlauf der Kandidatenwettkämpfe
Viertelfinale Kortschnoi – Mecking, Januar / Februar 1974 in Augusta (Georgia)
|                   | 1 | 2 | 3 | 4 | 5 | 6 | 7 | 8 | 9 | 10 | 11 | 12 | 13 | Punkte |
| ----------------- | - | - | - | - | - | - | - | - | - | -- | -- | -- | -- | ------ |
| Viktor Kortschnoi | ½ | ½ | ½ | ½ | 1 | ½ | 1 | ½ | ½ | ½  | ½  | 0  | 1  | 7½     |
| Henrique Mecking  | ½ | ½ | ½ | ½ | 0 | ½ | 0 | ½ | ½ | ½  | ½  | 1  | 0  | 5½     |
Viertelfinale Polugajewski – Karpow, Januar / Februar 1974 in Moskau
|                  | 1 | 2 | 3 | 4 | 5 | 6 | 7 | 8 | Punkte |
| ---------------- | - | - | - | - | - | - | - | - | ------ |
| Lew Polugajewski | ½ | ½ | ½ | 0 | ½ | 0 | ½ | 0 | 2½     |
| Anatoli Karpow   | ½ | ½ | ½ | 1 | ½ | 1 | ½ | 1 | 5½     |
Viertelfinale Petrosjan – Portisch, Januar / Februar 1974 in Palma
|                  | 1 | 2 | 3 | 4 | 5 | 6 | 7 | 8 | 9 | 10 | 11 | 12 | 13 | Punkte |
| ---------------- | - | - | - | - | - | - | - | - | - | -- | -- | -- | -- | ------ |
| Tigran Petrosjan | ½ | ½ | ½ | ½ | 1 | ½ | ½ | ½ | 1 | 0  | ½  | 0  | 1  | 7      |
| Lajos Portisch   | ½ | ½ | ½ | ½ | 0 | ½ | ½ | ½ | 0 | 1  | ½  | 1  | 0  | 6      |
Viertelfinale Byrne – Spasski, Januar 1974 in San Juan (Puerto Rico)
|               | 1 | 2 | 3 | 4 | 5 | 6 | Punkte |
| ------------- | - | - | - | - | - | - | ------ |
| Robert Byrne  | ½ | ½ | 0 | 0 | ½ | 0 | 1½     |
| Boris Spasski | ½ | ½ | 1 | 1 | ½ | 1 | 4½     |
Halbfinale Kortschnoi – Petrosjan, April 1974 in Odessa
|                   | 1 | 2 | 3 | 4 | 5 | Punkte |
| ----------------- | - | - | - | - | - | ------ |
| Viktor Kortschnoi | 1 | ½ | 1 | 0 | 1 | 3½     |
| Tigran Petrosjan  | 0 | ½ | 0 | 1 | 0 | 1½     |
Halbfinale Karpow – Spasski, April / Mai 1974 in Leningrad
|                | 1 | 2 | 3 | 4 | 5 | 6 | 7 | 8 | 9 | 10 | 11 | Punkte |
| -------------- | - | - | - | - | - | - | - | - | - | -- | -- | ------ |
| Anatoli Karpow | 0 | ½ | 1 | ½ | ½ | 1 | ½ | ½ | 1 | ½  | 1  | 7      |
| Boris Spasski  | 1 | ½ | 0 | ½ | ½ | 0 | ½ | ½ | 0 | ½  | 0  | 4      |
Kandidatenfinale Kortschnoi – Karpow, September bis November 1974 in Moskau
|                   | 1 | 2 | 3 | 4 | 5 | 6 | 7 | 8 | 9 | 10 | 11 | 12 | 13 | 14 | 15 | 16 | 17 | 18 | 19 | 20 | 21 | 22 | 23 | 24 | Punkte |
| ----------------- | - | - | - | - | - | - | - | - | - | -- | -- | -- | -- | -- | -- | -- | -- | -- | -- | -- | -- | -- | -- | -- | ------ |
| Viktor Kortschnoi | ½ | 0 | ½ | ½ | ½ | 0 | ½ | ½ | ½ | ½  | ½  | ½  | ½  | ½  | ½  | ½  | 0  | ½  | 1  | ½  | 1  | ½  | ½  | ½  | 11½    |
| Anatoli Karpow    | ½ | 1 | ½ | ½ | ½ | 1 | ½ | ½ | ½ | ½  | ½  | ½  | ½  | ½  | ½  | ½  | 1  | ½  | 0  | ½  | 0  | ½  | ½  | ½  | 12½    |

## Nichtantritt Fischers
Die Wettkämpfe um die Schachweltmeisterschaft von 1951 bis 1972 waren auf 24 Partien ausgetragen worden, wobei der Weltmeister bei einem Stand von 12:12 seinen Titel behalten hatte. Im Jahre 1971 hatte die FIDE beschlossen, die Schachweltmeisterschaft 1975 stattdessen auf sechs Gewinnpartien bei unbeschränkter Partienanzahl auszutragen.
Fischer hatte dagegen die Vorstellung, stattdessen bis 10 Gewinnpartien zu spielen, wobei der Weltmeister bei Stande von 9:9 seinen Titel behalten würde. Fred Cramer, der Präsident der amerikanischen Zone, trug diese Position erstmals beim FIDE-Kongress 1973 vor. An der vorgeschlagenen Regel wurde kritisiert, dass der Herausforderer mit zwei Punkten Vorsprung (10:8) gewinnen müsse, um neuer Weltmeister zu werden, und dass dies eine unangemessene Benachteiligung darstelle. Zur Prüfung von Fischers Vorschlag wurde eine vom FIDE-Präsidenten Max Euwe geleitete Kommission eingesetzt, die sich gegen diesen aussprach.
Beim FIDE-Kongress 1974 in Nizza verlas Cramer ein Telegramm Fischers, wonach dieser an seinen Forderungen festhielt. Der Kongress beschloss mit knapper Mehrheit die Erhöhung der Anzahl der erforderlichen Gewinnpartien auf 10, entschied sich aber gegen die Regelung, dass der Weltmeister beim Stande von 9:9 seinen Titel behalten würde. Zusätzlich beschränkte der Kongress die Anzahl der Partien auf maximal 36. Am selben Abend verlas Euwe ein neues Telegramm Fischers, indem dieser mitteilte, dass seine Vorschläge nicht verhandelbar seien, dass sich die FIDE durch ihre Ablehnung gegen seine Teilnahme bei der Schachweltmeisterschaft 1975 entschieden habe und dass er den Titel des FIDE-Schachweltmeisters niederlege.
Im Januar 1975 wurde bekannt, dass die Philippinen 5 Millionen Dollar Preisfonds für den Weltmeisterschaftskampf anbieten würden. Dies war für die Schachwelt ein ungeheuer hoher Betrag; bis 1969 hatten die Preisfonds für Schachweltmeisterschaften maximal 10.000 Dollar betragen. Die Amerikaner unternahmen daher einen Versuch, den Weltmeisterschaftskampf zu retten: Mit der Unterstützung von über 30 % der Mitgliedsföderationen erzwangen sie einen außerordentlichen FIDE-Kongress, der im März 1975 in Bergen stattfand. Die Sowjetunion wollte verhindern, dass die Regeln geändert würden. Unmittelbar vor dem Kongress unterzeichneten die führenden sowjetischen Schachgroßmeister, darunter Efim Geller, Viktor Kortschnoi, Tigran Petrosjan, Lew Polugajewski und Michail Tal, einen offenen Brief an die FIDE, der in Sowjetski Sport abgedruckt wurde. Am Folgetag legte Michail Botwinnik in einem offenen Brief an den FIDE-Präsidenten nach, in dem er diesen beschuldigte, Fischer zu bevorzugen. Beim Kongress selbst wurde Fischers Vorschlag mit 35 zu 32 Stimmen abgelehnt, wobei die Staaten der Dritten Welt für den Vorschlag stimmten, die sozialistischen und die westeuropäischen Länder aber dagegen.
Am 1. April 1975 lief die Frist ab, bis zu der Fischer und Karpow ihre Bereitschaft erklären sollten, den Wettkampf zu spielen. Da er von Fischer keine positive Antwort erhalten hatte, erklärte Euwe am 3. April 1975 Anatoli Karpow zum Schachweltmeister.

## Folgen
Obwohl Karpow den Titel kampflos erhalten hatte, galt er dennoch durch seine folgenden Siege in großen Turnieren als ein würdiger Nachfolger Fischers. Karpow verteidigte seinen Titel 1978 und 1981 gegen Viktor Kortschnoi. 1985 verlor er den Titel an Garri Kasparow.
Im Jahr 1976 trafen sich Fischer und Karpow zur Besprechung eines inoffiziellen Zweikampfs, der jedoch nicht zustande kam. Für Dezember 1996 plante der damalige FIDE-Präsident Kirsan Iljumschinow nochmals einen Zweikampf zwischen Fischer und Karpow. Fischer spielte 1977 mehrere Wettkämpfe gegen Computer und 1992 einen Zweikampf gegen Boris Spasski. Dies blieben seine einzigen ernsthaften Partien nach dem Gewinn des Weltmeistertitels 1972.